# Línea 10A (Suburbanos Montevideo)
La línea 10A  de la red de transporte  suburbano de Montevideo une la terminal Baltasar Brum con la ciudad de Tala.

## Características
Fue creada durante los años cuarenta siendo uno de los primeros servicios de la compañía Tala - Pando - Montevideo. Su denominación proviene de la Seccional 10.ª de Policía de Canelones, situada en la ciudad de Tala. En el año 2021 comenzó a operar dentro del Sistema de Transporte Metropolitano. 
Conecta desde sus inicios, los departamentos de Canelones y Montevideo, precisamente la ciudad de Montevideo y Tala.

## Lugares de interés
- Banco Central
- Zonamerica
- Intercambiador Belloni
- Facultad de Veterinaria
- Facultad de Psicología
- Facultad de Humanidades
- Casa Matriz de ANCAP
- Terminal y Shopping Tres Cruces

Circula por las ciudades de Tala, Pando y Barros Blancos del departamento de Canelones, y los barrios Villa García, Punta de Rieles, Flor de Maroñas, La Unión, La Blanqueada, Tres Cruces, Cordón y Centro de Montevideo. 

## Recorrido
| Partida Andén 10 (Estación Baltasar Brum) - Río Branco - Paysandú - Daniel Fernández Crespo - Daniel Muñoz - Cufre - Miguelete - Presidente Berro - Avenida 8 de Octubre - Andenes externos (Intercambiador Belloni) - Camino Maldonado - Ruta 8 - Avenida Roosevelt - Correch - César Piovene - Iturria - Ruta 75 - Ruta 7 - José Antonio Trelles - General Artigas - Llegada (Tala) |